# Libiąż
Libiąż ist eine Stadt mit rund 17.200 Einwohnern im Powiat Chrzanowski der Woiwodschaft Kleinpolen in Polen. Sie ist Sitz der gleichnamigen Stadt-und-Land-Gemeinde mit etwa 22.500 Einwohnern und liegt etwa 40 km westlich von Krakau und sieben Kilometer nördlich von Auschwitz.

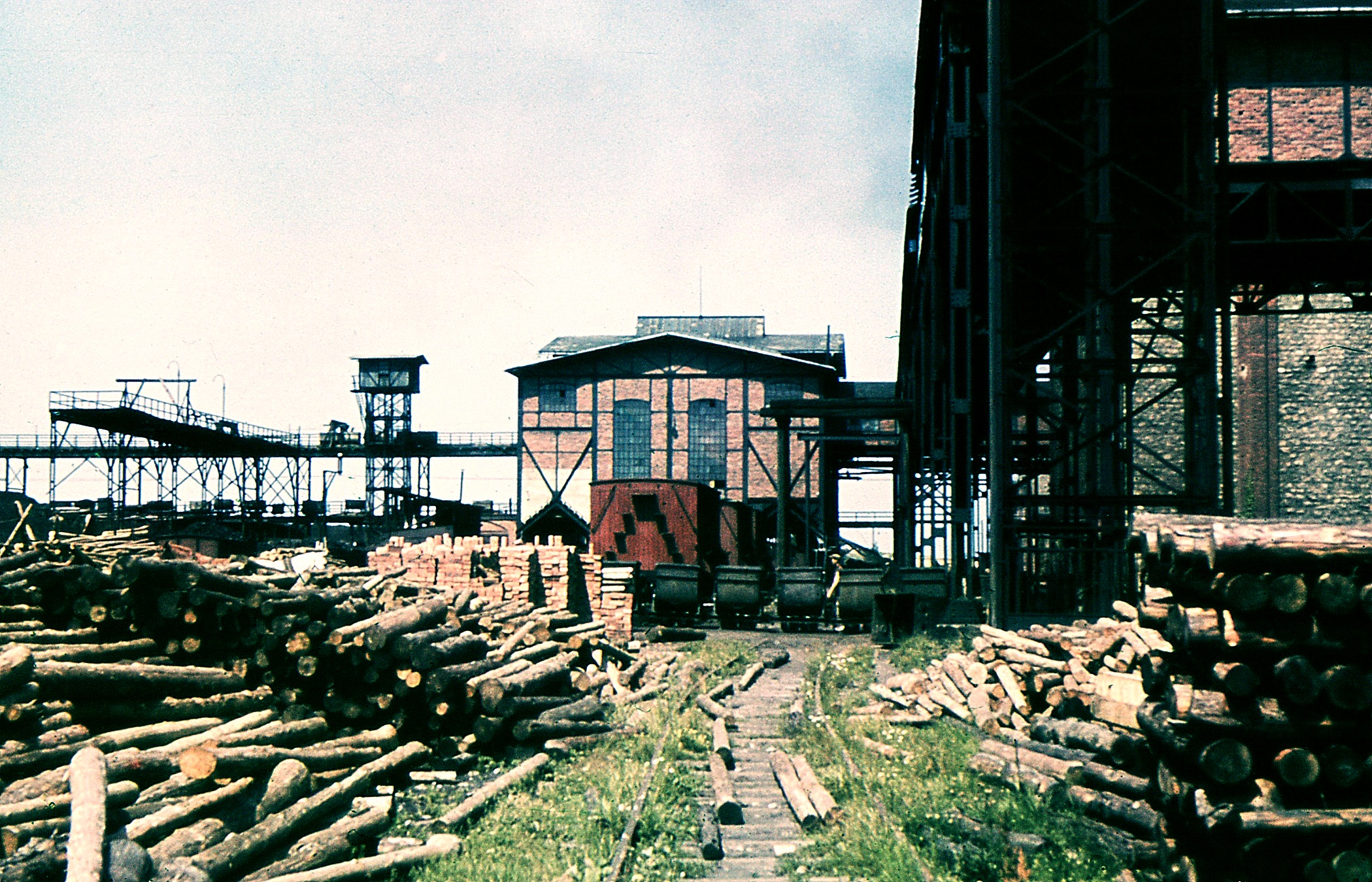
Blick auf das Steinkohlebergwerk Janina, Agfacolor-Foto, 1939

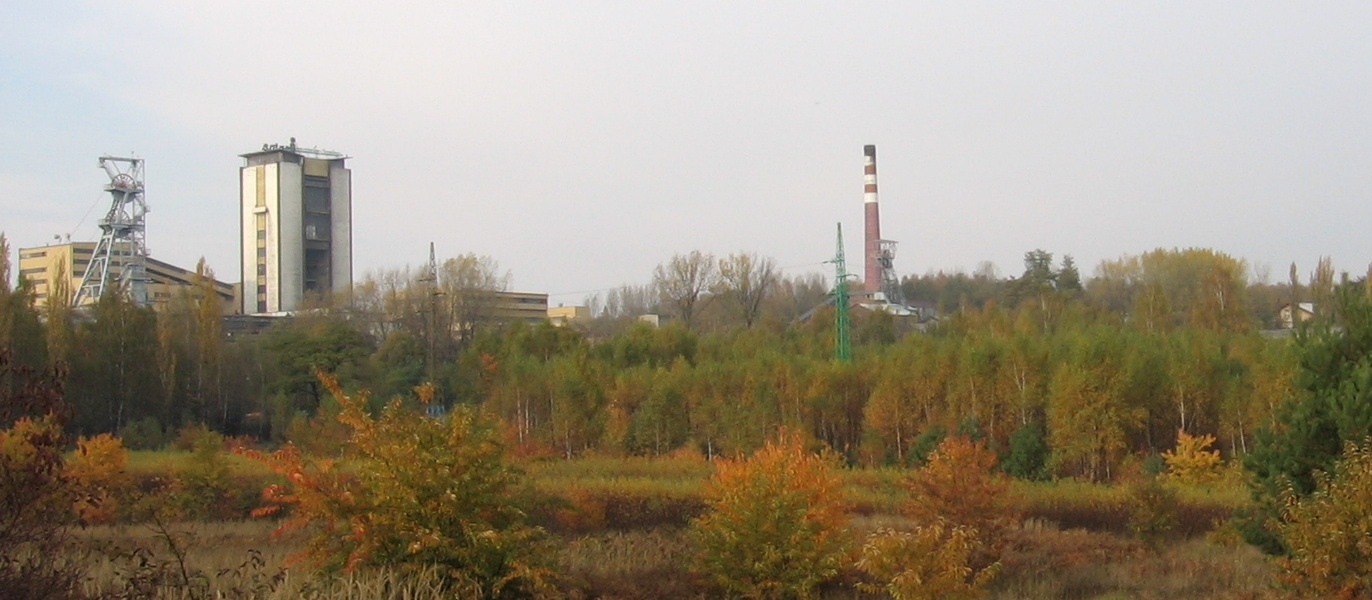
Blick auf das Steinkohlebergwerk Janina, 2006

Mit Abstand wichtigster Wirtschaftsfaktor und gleichzeitig bedeutender Arbeitgeber, auch für die umliegenden Gemeinden ist das Steinkohlebergwerk Janina.

## Gemeinde
Zur Stadt-und-Land-Gemeinde (gmina miejsko-wiejska) gehören neben der Stadt Libiąż die zwei Dörfer Gromiec und Żarki.

### Gemeindepartnerschaften
- Rouvroy (Frankreich)
- Corciano (Italien)

## Persönlichkeiten
- Zygmunt Szczotkowski (1877–1943), Bergingenieur und erster polnischer Direktor des Bergwerks Janina
- Jan Zając (* 1939), Weihbischof in Krakau
- Tadeusz Arkit (* 1955), 1998 bis 2007 Bürgermeister der Stadt
- Irena Habalik (* 1955), österreichische Autorin.